# David Plunket (1er baron Rathmore)
Pour les articles homonymes, voir Plunket.
David Robert Plunket, 1er baron Rathmore (3 décembre 1838 - 22 août 1919) est un avocat irlandais et homme politique conservateur.

## Jeunesse et éducation
Plunket est le troisième fils de John Plunket, 3e baron Plunket, deuxième fils de William Plunket (1er baron Plunket), Lord Chancelier d'Irlande. Sa mère est Charlotte, fille de Charles Kendal Bushe, Lord Chief Justice of Ireland, tandis que William Plunket (4e baron Plunket), archevêque de Dublin, est son frère aîné. Il fait ses études au Trinity College de Dublin et est admis au barreau irlandais en 1862.

## Carrière politique et juridique
Après avoir pratiqué sur le circuit de Munster pendant plusieurs années, Plunket est nommé Conseiller de la reine en 1868 et devient conseiller juridique du Lord Lieutenant d'Irlande la même année. En 1870, il est élu député conservateur de l'Université de Dublin et est solliciteur général de l'Irlande sous Benjamin Disraeli de 1875 à 1877. Il est ensuite brièvement Paymaster General sous Disraeli en 1880 et est admis au Conseil privé la même année. En 1885, il devient premier commissaire aux travaux du premier ministère de Lord Salisbury, poste qu'il occupe jusqu'en janvier 1886. Il reprend le même poste en août de la même année, lorsque les conservateurs reviennent au pouvoir, et le conserve jusqu'en 1892. À sa retraite de la Chambre des communes en 1895, il est élevé à la pairie en tant que baron Rathmore, de Shanganagh, dans le comté de Dublin.
Outre sa carrière politique et juridique, il est administrateur de la Compagnie du canal de Suez, président du North London Railway pendant de nombreuses années et administrateur du Central London Railway à son ouverture en 1900.

## Vie privée

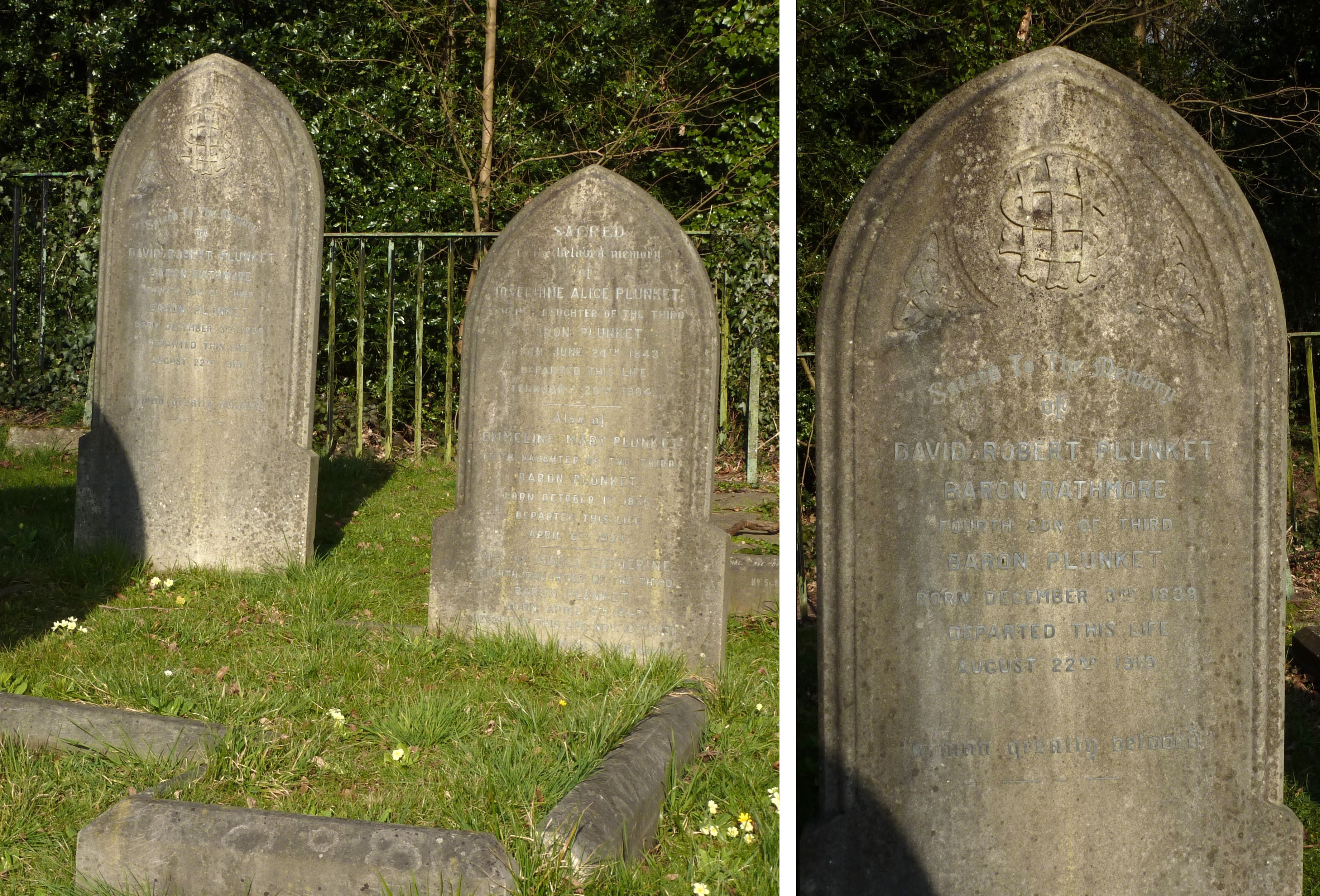
La tombe de David Plunket et d'autres membres de la famille au Putney Vale Cemetery, Londres, en 2015

À Dublin, Rathmore est membre du Kildare Street Club. Il est décédé en août 1919, célibataire, à l'âge de quatre-vingts ans, à l'hôtel Railway à Greenore, comté de Louth et est enterré au cimetière Putney Vale à Londres. Sa pairie s'éteint à sa mort.